# Tjele Langsø
Tjele Langsø är en sjö i Danmark.   Den ligger i Viborgs kommun i Region Mittjylland, 200 km nordväst om Köpenhamn. Tjele Langsø ligger 10 meter över havet.  Arean är 4,0 kvadratkilometer.  